# King's Cross (Londres)
Pour les articles homonymes, voir King's Cross.
King's Cross est un quartier de la ville de Londres, situé à 4,8 km de Charing Cross.
Il doit son nom à un monument à la gloire de George IV situé au croisement de Gray's Inn Road, Pentonville Road (en) et de Euston Road (en) (anciennement New Road (en)).
C'est dans ce quartier que se trouve la gare de King's Cross et celle de Saint-Pancras, deux des principales gares de la mégapole. 

## Histoire
King's Cross fut, au XIXe siècle, une importante zone industrielle avec de nombreux entrepôts, lieu de déchargement du charbon amené à Londres grâce au nouveau Regent's Canal. Puis l'arrivée du chemin de fer a façonné le quartier, avec la construction des deux grandes gares toujours existantes et leurs hôtels. Des gazomètres sont construits dans les années 1880, certains seront utilisés jusqu'en 2000. Dans la deuxième partie du XXe siècle, le transport et l'acheminement des marchandises déclinent puis disparaissent, entraînant le déclin du quartier, constitué désormais d'entrepôts désaffectés et de terrains abandonnés. À la fin des années 1990, les warehouses abritent de grandes fêtes underground où se presse le monde de la mode, de l'art et de la musique. 

## Rénovation
Au début du XXIe siècle, plusieurs évènements attirent les projecteurs sur King's Cross et contribuent à sa rénovation. En 1997, la nouvelle British Library est inaugurée dans le quartier. En 2007, l'Eurostar, qui s'arrêtait auparavant à la gare de Waterloo, arrive désormais à la gare de St Pancras. Kings Place, où s'installent The Guardian et une grande salle de concerts, ouvre en 2008. À sa suite, la gare de King's Cross est rénovée en 2012.
Le quartier est depuis les années 2010 lui aussi en pleine rénovation. Les plus beaux bâtiments ont été restaurés, comme The Granary, auquel on a adjoint une construction contemporaine, et qui abrite depuis 2011 la prestigieuse Ecole d'Art et de Design Central Saint Martins. Ses 5000 étudiants et employés ont contribué à redynamiser le quartier. Plus de 50 nouveaux immeubles ont été construits, avec 2 000 logements; on y voit notamment Pancras Square, un ensemble de huit buildings édifiés dans un triangle entre les deux gares et le Regent's Canal. Autour d'un petit parc on trouve des bureaux, des boutiques et des restaurants. Les sièges londoniens de Havas, Universal Music, PRS for Music et Vevo s'y sont établis. Un vaste chantier en cours permettra l'installation des futurs bureaux de Google et de ses 4000 salariés en 2022. Non loin, Facebook s'installera bientôt dans trois bâtiments encore en construction sur 56 000 m².
Une piscine de 400 m2 à filtrage naturel, baptisée « Of Soil and Water » a ouvert en 2015. Enfin, l'Aga Khan Center, lieu d'échanges culturels et de découverte des civilisations musulmanes, a été construit au cœur du quartier et inauguré en 2018 par le prince Aga Khan.